# Nepál az 1976. évi nyári olimpiai játékokon
Nepál a kanadai Montréalban megrendezett 1976. évi nyári olimpiai játékok egyik részt vevő nemzete volt. Az országot az olimpián 1 sportágban 1 sportoló képviselte, aki érmet nem szerzett.

## Atlétika
Férfi
| Versenyző           | Versenyszám | Döntő   | Döntő    |
| Versenyző           | Versenyszám | Idő     | Helyezés |
| ------------------- | ----------- | ------- | -------- |
| Baikuntha Manandhar | Maraton     | 2:30:07 | 50.      |